# IGBT

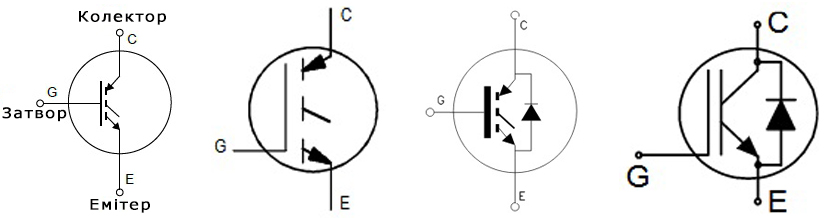
Приклад графічного позначення IGBT транзистора на принципових електричних схемах.

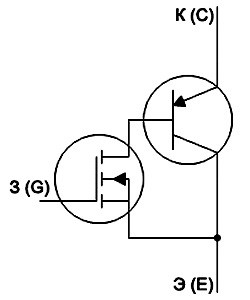
Каскадне ввімкнення 2 транзисторів (IGBT)

IGBT (англ. insulated-gate bipolar transistor, укр. біполярний транзистор з ізольованим затвором) — триелектродний силовий напівпровідниковий прилад, що поєднує два транзистори в одній напівпровідниковій структурі: біполярний (утворює силовий канал) і польовий (утворює канал управління). Використовується, в основному, як потужний електронний ключ в імпульсних джерелах живлення, інверторах, в системах управління електричними приводами.
Каскадне включення транзисторів двох різних типів дозволяє поєднувати їх переваги в одному приладі: вихідні характеристики біполярного (велика допустима робоча напруга й опір відкритого каналу пропорційно струму, а не квадрату струму, як у польових) і вхідні характеристики польового (мінімальні витрати на керування). Керуючий електрод називається затвором, як у польового транзистора, два інших електроди — емітером і колектором, як у біполярного. У деяких випадках транзистори цього типу доцільно встановлювати на зварювальні інвертори. У них вони замінюють звичайні польові транзистори (МДП-транзистори). 

## Історія
До 1990-х років як силові напівпровідникові прилади, крім тиристорів, використовувалися біполярні транзистори. Їхня ефективність була обмежена кількома недоліками:
- необхідність великого струму бази для включення;
- наявність струмового «хвоста» при замиканні, оскільки струм колектора не спадає миттєво після зняття струму управління - з'являється опір в ланцюзі колектора, і транзистор нагрівається;
- залежність параметрів від температури.

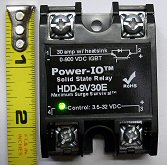
Рис.3. IGBT модуль для напруги до 900 В та сили струму до 30 А.

Напруга насичення ланцюга колектор-емітер також обмежує мінімальну робочу напругу.
З появою польових транзисторів, виконаних за технологією МОН (англ. MOSFET), ситуація змінилася. На відміну від біполярних, польові транзистори: мають такі характеристики:
- керовані не струмом, а напругою;
- їхні параметри не так сильно залежать від температури;
- їхня робоча напруга теоретично не має нижньої межі завдяки використанню багатокоміркових НВІС;
- мають низький опір каналу (менше міліома);
- можуть працювати в широкому діапазоні струмів (від міліамперів до сотень ампер);
- мають високу частоту перемикання (сотні кілогерців і більше);

Польові МОН-транзистори (метал-оксид-напівпровідник) легко керуються, що властиво транзисторам з ізольованим затвором, і мають вбудований діод витоку для обмеження випадкових викидів струму. Типові застосування цих транзисторів — різноманітні імпульсні перетворювачі напруги з високими робочими частотами, і навіть аудіопідсилювачі (так званого класу D).
Перший промисловий зразок біполярного транзистора з ізольованим затвором (БТІЗ) був запатентований International Rectifier в 1983 році. Пізніше, в 1985 році, був розроблений біполярний транзистор з ізольованим затвором (БТІЗ) з повністю плоскою структурою (без V-каналу) і вищими робочими напругами. Його структуру показано на рисунку 4. Це сталося майже одночасно в лабораторіях фірм General Electric в місті Скенектаді (штат Нью-Йорк) і в RCA в Прінстоні (Нью-Джерсі). Спочатку пристрій називали COMFET, GEMFET або IGFET. Потім прийняли сучасну назву IGBT. Перші БТІЗ не набули поширення через такі недоліки як повільне перемикання і низька надійність. Друге (1990-ті роки) і третє (сучасне) покоління БТІЗ в цілому позбулися цих вад.
БТІЗ поєднує переваги двох основних видів транзисторів:
- високий вхідний опір, низький рівень керівної потужності — від польових транзисторів з ізольованим затвором;
- низьке значення залишкової напруги у включеному стані — від біполярних транзисторів;
- малі втрати у відкритому стані при великих струмах та високих напругах;
- характеристики перемикання і провідність біполярного транзистора;
- управління як у МОН — напругою.

Діапазон використання електричних параметрів таких транзисторів — від десятків до 1200 амперів за струмом, від сотень вольтів до 10 кВ за напругою. В діапазоні струмів до десятків амперів і напруг до 500 В доцільно застосовувати звичайні МОП (МДН) транзистори, а не БТІЗ, оскільки при низькій напрузі польові транзистори мають менший опір.

## Структура IGBT транзистора та його характеристики
Як видно зі структурної схеми IGBT-транзистора (рис. 4), це досить складний прилад, в якому транзистор типу р-n-р керується МОН-транзистором з каналом типу n. Колектор IGBT-транзистора на еквівалентній схемі (рис. 5) є емітером транзистора VT4. При подачі позитивної напруги на затвор у транзистора VT1 з'являється електропровідний канал. Через нього емітер транзистора IGBT (колектор транзистора VT4) з'єднується з базою транзистора VT4.

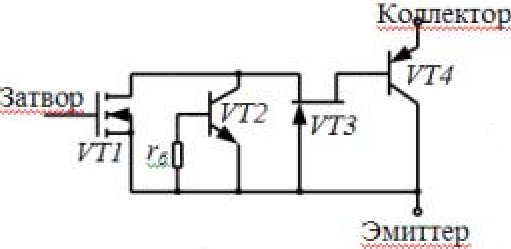
Рис.5. Еквівалентна схема IGBT транзистора

Це призводить до того, що він повністю вимикається і падіння напруги між колектором транзистора IGBT і його емітером стає рівним падінню напруги на емітерному переході транзистора VT4, підсумованим з падінням напруги Uси на транзисторі VT1.
У зв'язку з тим, що падіння напруги на р-n-переході зменшується зі збільшенням температури, падіння напруги на відкритому IGBT-транзисторі в певному діапазоні струмів має негативний температурний коефіцієнт, який стає позитивним при великому струмі.
При збільшенні напруги, прикладеного до транзистора IGBT, збільшується струм каналу, який визначає струм бази транзистора VT4, при цьому падіння напруги на IGBT-транзисторі зменшується.

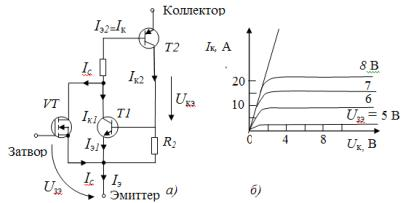
Рис.6. Схема заміщення та вихідні характеристики IGBT

 При замиканні транзистора VT1 струм транзистора VT4 стає малим, що дозволяє вважати його замкненим. Додаткові шари введені для виключення режимів роботи, характерних для тиристорів, коли відбувається лавинний пробій. Буферний шар n+ і широка базова область n- забезпечують зменшення коефіцієнта посилення за струмом p-n-p-транзистора.
Загальна картина ввімкнення та вимикання транзистора досить складна, так як відбувається зміна рухливості носіїв заряду, коефіцієнтів передачі струму транзисторів, зміни опорів областей та ін. Хоча в принципі IGBT-транзистори можуть бути використані для роботи в лінійному режимі, але в основному їх застосовують в ключовому режимі.

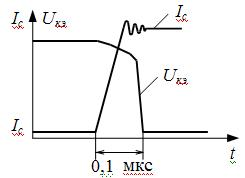
Рис.7. Зміна падіння напруги Uке і струму Ic IGBT-транзистора

Дослідження показали, що для більшості транзисторів типу IGBT час ввімкнення і вимкнення не перевищує 0,5–1,0 мкс. Для зменшення кількості додаткових зовнішніх компонентів до складу IGBT-транзисторів вводять діоди або випускають модулі, що складаються з декількох компонентів.

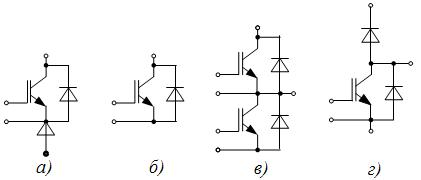
Рис.8. Умовні позначення модулів на IGBT-транзисторах: а - МТКІД; б - МТКІ; в - М2ТКІ; г - МДТКІ

Відповідно до рисунку 8 умовні позначення модулів на IGBT-транзисторах включають: букву М — модуль безпотенційний (основа ізольована); 2 — кількість ключів; літери ТКІ — біполярний із ізольованим затвором; ДТКІ — діод / біполярний транзистор із ізольованим затвором; ТКІД — біполярний транзистор з ізольованим затвором / діод; цифри: 25, 35, 50, 75, 80, 110, 150 — максимальний струм; цифри: 1, 2, 5, 6, 10, 12 — максимальна напруга між колектором і емітером Uке (* 100В). Наприклад модуль МТКІД-75-17 має Uке = 1700 В, I = 2 * 75А, Uке отк = 3,5 В, Pк max = 625 Вт.

## Розрахунок IGBT-транзистора
Вибір транзистора проводиться за наступними умовами, наприклад, для перетворювачів напруги з резонансним контуром:
- Транзистор повинен перемикатися при значенні нульового струму;
- Форма струму синусоїди щодо силових ключів повинна бути аналогічна до власної частоти контуру і становить 100 кГц;
- Амплітуда струму повинна відповідати середній потужності, наприклад, 40 А до потужність 2000 Вт;
- Визначення максимального значення напруги і максимальної частоти перемикання транзисторів за умови, що плечі транзисторів повинні працювати в протифазі.

Для підбору драйвера IGBT транзистора керуються параметрами керування затвора, необхідного для процесу комутації (відмикання і замикання) силового напівпровідника. Для визначення потужності управління Pdrv потрібно знати величину заряду затвора (Qgate), частоту комутації (Fin) і реальний заміряний розмах напруги на виході драйвера ΔVgate:
{\displaystyle Pdrv=Qgate*Fin*\Delta Ugate}
Формула заряду затвора:
{\displaystyle Qgate=\int Iout*dt},
де час інтегрування повинний не перевищувати час управління вихідних напруг драйвера до їх остаточних показників. Вибір максимальної величини струму керування затвором визначається за спрощеною формулою:
{\displaystyle Iout(order)=Ugate/Rgate(min)}

## Застосування
Основне застосування БТІЗ — це інвертори, імпульсні регулятори струму, частотно-регульовані приводи.
Широке застосування БТІЗ знайшли в джерелах зварювального струму, в управлінні силовим електроприводом, в тому числі на міському електричному транспорті. Застосування БТІЗ-модулів в системах управління тяговими двигунами дозволяє (у порівнянні з тиристорними пристроями) забезпечити високий ККД, високу плавність ходу машини і можливість застосування рекуперативного гальмування практично на будь-якій швидкості.
БТІЗ застосовують при роботі з високими напругами (більше 1000 В), високою температурою (понад 100 °C) і високою вихідною потужністю (більш 5 кВт). БТІЗ використовуються в схемах керування двигунами (при робочій частоті менше 20 кГц), джерелах безперебійного живлення (з постійним навантаженням і низькою частотою) і зварювальних апаратах (де потрібен великий струм і низька частота — до 50 кГц).
БТІЗ і МОН займають діапазон середніх потужностей і частот, частково «перекриваючи» один одного. У загальному випадку, для високочастотних низьковольтних каскадів найбільш підходять МОН, а для високовольтних потужних — БТІЗ.
У деяких випадках БТІЗ і МОН повністю взаємозамінні, цокольовка приладів і характеристики керуючих сигналів обох пристроїв зазвичай однакові. БТІЗ і МОН вимагають 12-15 В для повного включення і не потребують негативної напруги для виключення. Але «керований напругою» не означає, що схемі керування не потрібно джерело струму. Затвор БТІЗ або МОН для керуючої схеми є конденсатором з величиною ємності, що досягає тисяч пікофарад (для потужних пристроїв). Драйвер затвора повинен бути здатним швидко заряджати і розряджати цю ємність, щоб гарантувати швидке перемикання транзистора.